# سمة (حوسبة)

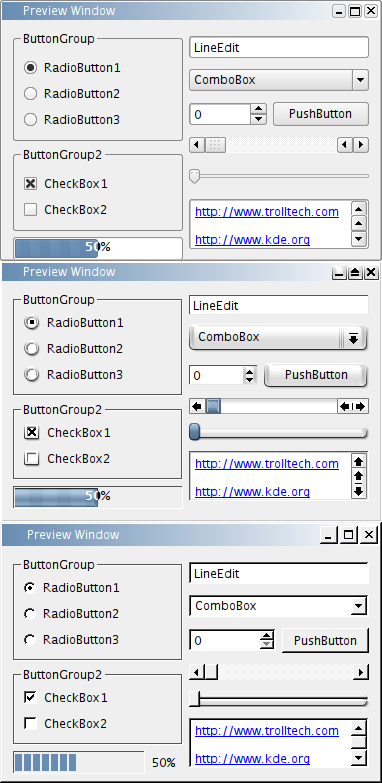

سمة أو مظهر (بالإنجليزية:  Theme)‏ حزمة برمجية معدة مسبقا تحتوي على تفاصيل رسومية وأحيانا رسومية وصوتية تقوم بتغيير مظهر واجهة نظام التشغيل كليا أو جزئيا.

## وظيفتها
السمات تقوم بتغيير مظهر مجموعة واسعة من الأمور دفعة واحدة، الأمر الذي يجعل منها أفضل بكثير للمستخدم من تغيير كل شيء على حدة مثل:
- ورق الحائط أو مايسمى خلفية سطح المكتب
- إطارات النوافذ.
- شريط المهام.
- شكل الخطوط.
- تاثيرات النوافذ والقوائم.
- الأزرار.
- أصوات الإعلامات (نغمات تنبيه الإشعارات).[2]

## السمات في نظم تشغيل مايكروسوفت
بداء استخدام السمات في نظم تشغيل مايكروسوفت «ويندوز windows» من إصدار ويندوز 98 واستمر بالعمل في الاصدارات التالية كويندوز ME وطور برنامج خاص للتعامل مع سمات مايكروسوفت الاصلية يدعى «بلس Plus»
ودعم بلس معظم فئات ويندوز حتى ويندوز 95
جاء ويندوز xp بقشرة خارجية جديدة تدعم المزيد من السمات وكان أشهرها:
لونا Luna بأنواعه الثلاثة:
Default Blue Luna وSilver Luna وOlive Green Luna
رويال Royale بأنواعه الثلاثة:
Energy Blue وRoyale Noir وZune theme
وكلاهما بمستويات لونية متدرجة تعطى ايحاء بارز ثلاثي الابعاد.

### فيستا
قامت مايكروسوفت بتغيرات جذرية للسمات في نسخة من ويندوز فيستا Vista حيث استبدلت كل الاطارات المصمته بأخرى زجاجية شفافة تدعى «أرو أو ايرو Aero» الهدف منها تحسين التفاعلية مع النوافذ وإعطاء مظهر جذاب إلا انها تطلب مواصفات عتاد أعلى لتشغيلها.